# Longitarsus apicalis
Longitarsus apicalis is een keversoort uit de familie bladkevers (Chrysomelidae). De wetenschappelijke naam van de soort werd in 1817 gepubliceerd door Beck.